# Сандалово
Санда́лово (рос. Сандалово) — село у складі Тальменського району Алтайського краю, Росія. Входить до складу Ларічихинської сільської ради.

## Населення
Населення — 186 осіб (2010; 208 у 2002).
Національний склад (станом на 2002 рік):
- росіяни — 95 %